# Graham Shelby
Graham Shelby (1939. szeptember 18. – 2016. december 20. ) brit történelmi regényíró. Korábban, mielőtt történelmi regények írására adta volna a fejét, reklámszövegíróként és kritikusként dolgozott. Művei részben az angol középkor, ezen belül is főként a 12. század eseményeit, történelmi szereplőinek életét dolgozzák fel, részben későbbi témájúak. Írói álneve Richard Salem.

## Műveinek listája
- The Knights of Dark Renown (1969) – a regény a Jeruzsálemi Királyságban játszódik, IV. Balduin, V. Balduin és Szibilla királynő uralkodási idejében, főszereplői két valóban létezett lovag, Ibelin Balian és Châtillon Rajnald, illetve fő ellenségük, Szaladin szultán.
- The Kings of Vain Intent (1970) – az előbbi kötet folytatása, mely a harmadik keresztes hadjárat történetével foglalkozik; negatív főhőse Montferrati Konrád. Amerikai kiadása egy kiegészítő fejezettel hosszabb.
- The Villains of the Piece (1972) (az Egyesült Államokban ’’The Oath and the Sword’’) – a mű az anarchiától és polgárháborútól sújtott 12. századi Angliában játszódik, István király és Matilda császárné konfliktusát mutatja be.
- The Devil is Loose (1973) – a regény Oroszlánszívű Richárd és öccse, Földnélküli János hatalomra jutását mutatja be, illetve a francia uralkodó folyamatos törekvéseit, hogy kijátssza őket egymás ellen. Feltűnik a történetben a lovagság neves mintaképe, William Marshal, akik töretlen hűséggel szolgálta mindkét Anjou királyt.
- The Wolf at the Door (1975) – az előbbi folytatása, melyben az olvasó János király életének szerencsésebb és szerencsétlenebb eseményeit, illetve William Marshal sorsának további alakulását követheti nyomon.
- The Cannaways (1978) – Shelby első olyan, saját nevén kiadott regénye, mely eltávolodik az angol középkortól. Főhősei egy kitalált 18. századi, wiltshire-i család tagjai; a pikareszk történet Brydd Cannaway kalandjait és Európa-szerte tett utazásait jeleníti meg.
- The Cannaway Concern (1980) – az előbbi folytatása; Brydd lányának, Charlotte-nak az életét követi nyomon, a szerzőtől megszokott módon történelmi keretek közé ágyazva, bemutatva többek közt azt is, hogy kerül kapcsolatba Charlotte a Stuart Jakab Eduárd trónkövetelő körül kialakult jakobita mozgalommal.
- The Edge of the Blade (1986) – kitalált történet Baynard Falkanról és a harmadik keresztes hadjárat idején tett utazásairól, melyek végére elnyeri a gyönyörű Christiane de Magnat-Vaulmier kezét.
- Demand the World (1990) – Elisa Lynch életregénye, aki elszökött a szegénység és éhínség sújtotta Írországból, hogy aztán Latin-Amerika egyik legerősebb diktátora, a paraguayi Francisco Solano López ágyasává váljon.

- Columbus (1970, James Gant álnéven) – a könyv a neves felfedező, Kolumbusz Kristóf regényes életrajza.
- The Besieged (1972, James Gant álnéven) – a regény az ókori Római Birodalomban élt zsidók ellenállási törekvéseit mutatja be, melyek végül a római–zsidó háborúhoz és a masszádai vérfürdőhöz vezettek.
- New Blood (1981, Richard Salem álnéven) – horrorregény az Egyesült Államok egy látszólag békés, vidéki kisvárosban, amely azonban szörnyű titkokat őriz.
- Blood Let (Richard Salem álnéven) – angol nyelven nem került kiadásra, kéziratban maradt, csak magyar fordításban jelent meg.

### Magyarul
- Sötét lovagok / Hiú királyok; ford. Gy. Horváth László; Európa, Bp., 1983 (Századok, emberek)
- A sátán széttörte láncát; ford. Békés Pál / Farkas a kertek alatt; ford. Benedek Mihály; Európa, Bp., 1983 (Századok, emberek)
- A penge éle; ford. Szentgyörgyi József; Árkádia, Bp., 1991

## Fordítások
- A 12. században játszódó regényei közül négy is megjelent német fordításban: a The Knights of Dark Renown és a The Kings of Vain Intent egy közös kötetben, ’’Ritter der Finsternis’’ címmel, 1975-ben, a The Devil is Loose és a The Wolf at the Door ugyanúgy egy kötetben, ’’Der Erstrinende Eber’’ címmel, 1980-ban.
- Mind a négy regényt lefordították magyar nyelvre is, ezek sorrendben a ’’Sötét lovagok’’, ’’Hiú királyok’’, ’’A sátán széttörte láncát’’ és ’’Farkas a kertek alatt’’ címmel jelentek meg, 1983-ban. Az első kettő fordítója Gy. Horváth László, a harmadiké Békés Pál, a negyediké Benedek Mihály. Ugyancsak megjelent magyar fordításban a The Edge of the Blade is, ’’A penge éle’’ címmel, 1991-ben, Szentgyörgyi József fordításában.
- Szintén megjelent Gy. Horváth László, illetve Szentgyörgyi József fordításában két, Richard Salem álnéven írott műve, a New Blood és a Blood Let (utóbbi ráadásul csak magyarul jelent meg nyomtatásban). Mindkettőt a Rakéta Regényújság közölte 5, illetve 4 folytatásban, előbbi 1985-ben ’’Friss vér’’ címmel, angolul publikálatlan folytatása pedig ’’Kiontott vér’’ címen, 1989-ben.
- A Demand the World 1992-ben megjelent spanyol fordításban, ’’El Fuego de una Vida" címmel.

## Fordítás
- Ez a szócikk részben vagy egészben  a   Graham Shelby című angol Wikipédia-szócikk fordításán alapul.  Az eredeti cikk szerkesztőit annak laptörténete sorolja fel. Ez a jelzés csupán a megfogalmazás eredetét és a szerzői jogokat jelzi, nem szolgál a cikkben szereplő információk forrásmegjelöléseként.